# 雜砂岩
雜砂岩（英語：greywacke）是一種碎屑沉積物，其特徵通常是硬度高、顏色深、由石英、長石和岩石碎片組成的沉積岩，屬於顆粒挑選度低，圓度差的結構不成熟的沉積岩，通常在古生代地層中發現。雜砂岩是一種濁積流造成的海相沉積岩。通常在大陸架邊緣。

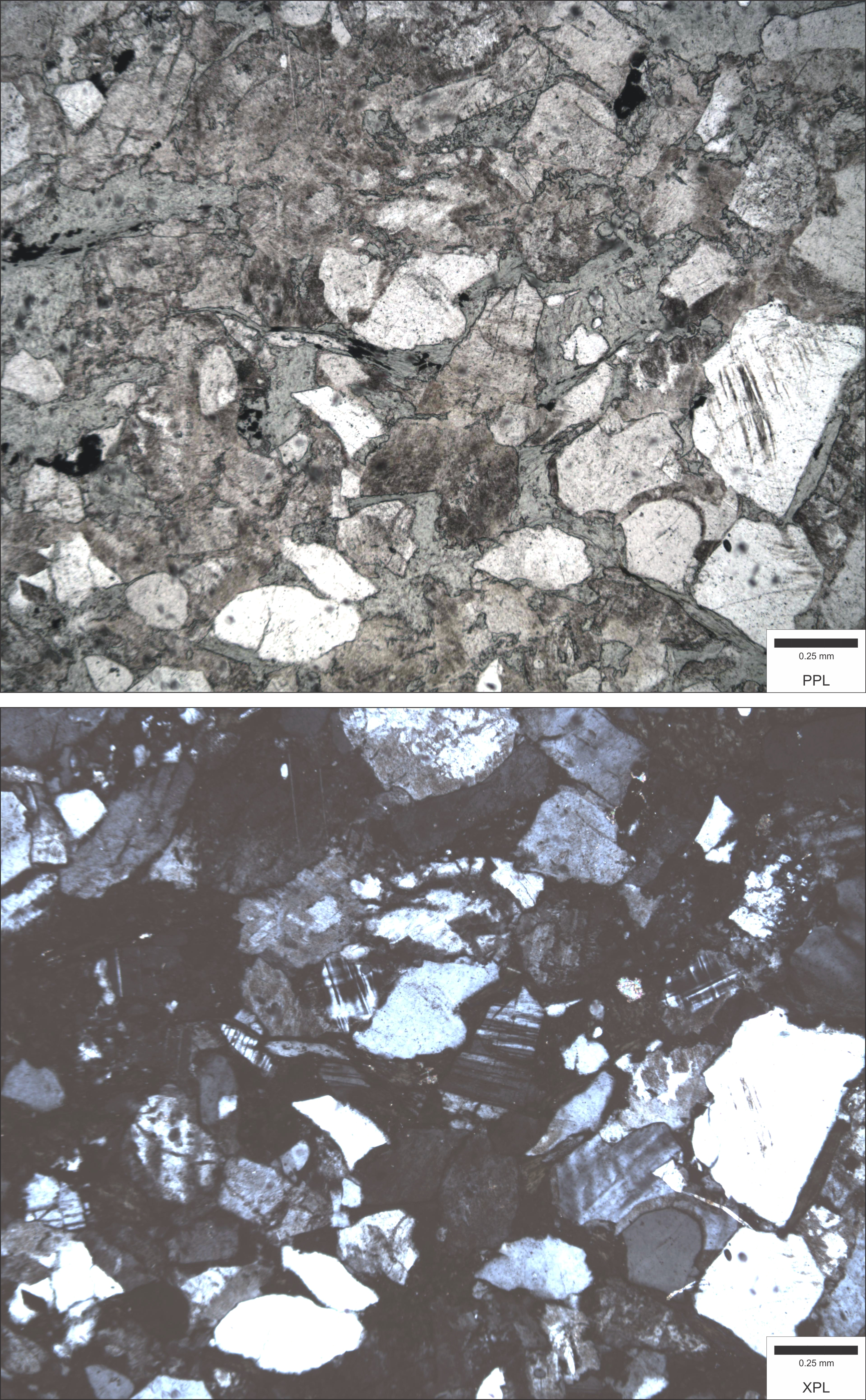
顯微鏡下的雜砂岩